# 도메인 이론
도메인 이론(영어: Domain theory)은 수학에서 특별한 종류의 일반적으로 도메인이라 불리는 부분순서에 대하여 연구하는 분야이다. 따라서, 도메인 이론은 순서론의 한 분야라고 생각할 수 있다. 이 분야는 컴퓨터 과학에서 표시적 의미론을 특정지을 때 사용되며, 특히 함수형 프로그래밍 언어의 연구에서 주로 사용된다.
도메인 이론은 근사와 수렴에 대한 직관적인 아이디어를 형식화해놓은 것이며, 위상수학과 밀접한 연관이 있다. 컴퓨터 과학에서 표시적 의미론에 접근하는 또 다른 중요한 방법으로 거리공간이 있다.

## 같이 보기
- 범주론
- 표시적 의미론
- 유형 이론